# فپرازون
فپرازون(به انگلیسی: Feprazone) (یا پرنازون) دارویی است که برای درد مفاصل و عضلات استفاده می شود.
این ماده آنالوگی از  بوتازون است که به جای یک گروه ان-بوتیل، پرنیلاسیون شده است.